# 국제만화가대회
국제만화가대회(International Comic artist Conference; ICC로 약칭)는 세계 각국의 만화가들의 우정과 화합을 통해 상호 이해를 촉진하려는 국제적인 민간교류기구이다. 이 행사는 각국의 만화장르의 다양성, 서로 다른 언어와 문화, 개성 넘치는 캐릭터를 비교할 수 있는 기회인 동시에, 사회에 대한 진실되고 건설적인 만화가로서 책임의식을 통하여 사회에 공헌하고자 분쟁, 기아, 환경, 교육문제에 이르기까지 본 국제만화가대회를 통하여 “하나의 지구촌”이란 이상을 실현하려는 만화작가들의 국제 네트워크이다.
한국 부천에 본부를 두고, 1996년부터 매해 한국, 일본, 중국, 홍콩, 대만에서 번갈아 개최된다. 가장 최근에 대한민국에서 열린 대회는 2015년 대전광역시에서 열린 제15대 대회이다.

## 국제만화가대회의 상임이사회 회원단체
- 대한민국 - 한국만화가협회, 우리만화연대
- 일본 - 망가재팬
- 중화인민공화국 - 중국만화연구회
- 홍콩 - 홍콩만화애니메이션유한공사
- 중화민국 - 대만만화가직업공회